# اس‌ام‌اس هانوفر
اس‌ام‌اس هانوفر (به انگلیسی: SMS Hannover) یک کشتی بود که طول آن ۱۲۷٫۶ متر (۴۱۹ فوت) بود. این کشتی در سال ۱۹۰۵ ساخته شد.